# Segura Mitjà
El Segura Mitjà (en castellà Vega Media del Segura) és una comarca murciana situada entre la Vall de Ricote i l'Horta de Múrcia. La seua capital és Molina de Segura i es dedica fonamentalment a l'agricultura de regadiu (cítrics i hortalisses), a més de la indústria conservera que se'n deriva. Està formada pels següents municipis:
| \| Municipi \| Població \| Extensió \| Densitat \| \| Alguazas \| 7.561 \| 23,7 \| 318,98 \| \| Ceutí \| 8.343 \| 10,3 \| 810 \| \| Llorquí \| 6.421 \| 15,8 \| 411,39 \| \| Molina de Segura \| 54.804 \| 169 \| 319,52 \| \| Las Torres de Cotillas \| 18.549 \| 39,0 \| 474,3 \| \| Total \| 95.629 \| 257,80 \| 370,14 \| |          |          |          |
| Municipi | Població | Extensió | Densitat |
| Alguazas | 7.561    | 23,7     | 318,98   |
| Ceutí | 8.343    | 10,3     | 810      |
| Llorquí | 6.421    | 15,8     | 411,39   |
| Molina de Segura | 54.804   | 169      | 319,52   |
| Las Torres de Cotillas | 18.549   | 39,0     | 474,3    |
| Total | 95.629   | 257,80   | 370,14   |